# Gecek, Osmancık
Ağızsuyu là một xã thuộc huyện Osmancık, tỉnh Çorum, Thổ Nhĩ Kỳ.